# مایکوپلاسما گالی سپتیکوم
مایکوپلاسما گالی سپتیکوم (نام علمی: Mycoplasma gallisepticum) نام یک گونه از سرده مایکوپلاسمااست. این باکتری عامل بیماری مزمن تنفسی (CRD) در جوجه ها،  سینوزیت‌های عفونی در بوقلمون، مرغ، قرقاول، کبوتر، و گنجشک‌ها در تمام سنین است.
مایکوپلاسموزیز عفونت باکتری مایکوپلاسما است. 